# Corispermum crassifolium
Corispermum crassifolium là loài thực vật có hoa thuộc họ Dền. Loài này được Turcz. mô tả khoa học đầu tiên năm 1852.